# Patay (Loiret)
Patay település Franciaországban, Loiret megyében. Lakosainak száma 2341 fő (2022. január 1.). Patay Guillonville, Terminiers, Coinces, Rouvray-Sainte-Croix, Saint-Péravy-la-Colombe és Villeneuve-sur-Conie községekkel határos.

## Népesség
A település népességének változása:
| Lakosok száma | 1920 | 1863 | 1932 | 2064 | 2070 | 2133 | 2190 | 2244 | 2270 | 2341 |
|               | 1968 | 1982 | 1990 | 2006 | 2013 | 2015 | 2017 | 2019 | 2020 | 2022 |